# Ledenbergia macrantha
Ledenbergia macrantha är en kermesbärsväxtart som beskrevs av Paul Carpenter Standley. Ledenbergia macrantha ingår i släktet Ledenbergia och familjen kermesbärsväxter. Inga underarter finns listade i Catalogue of Life.